# Acanthomaeus spiniger
Acanthomaeus spiniger là một loài bọ cánh cứng trong họ Cerambycidae.